# Rafael Sóbis
Rafael Sóbis est un joueur de football brésilien, né le 17 juin 1985 à Erechim. Il évolue actuellement à Cruzeiro. Il évolue au poste d'attaquant, en pointe ou en soutien.

## Biographie
En janvier 2020, à 34 ans, il poursuit sa carrière à Ceará.

## Palmarès
- SC Internacional
  - 2004 - Vainqueur du championnat de l'État du Rio Grande do Sul
  - 2005 - Second du championnat du Brésil de football
  - 2005 - Vainqueur du championnat de l'État du Rio Grande do Sul
  - 2006 - Vainqueur de la Copa Libertadores
  - 2010 - Vainqueur de la Copa Libertadores

- Fluminense
  - 2012 - Vainqueur du championnat de l'État de Rio de Janeiro
  - 2012 - Vainqueur du Championnat du Brésil

- Tigres UANL
  - 2015 - Vainqueur du Tournoi Apertura 2015
  - 2015 - Finaliste de la Copa Libertadores

### Distinctions personnelles
- « Ballon d'argent brésilien » en 2005

## International
- Médaillé de bronze aux Jeux olympiques de 2008 ;
- 9 sélections et 1 but avec l'équipe du Brésil entre 2006 et 2008.